# Lista de cidades de Nevada

Localização do estado de Nevada nos Estados Unidos.

Existem 19 cidades em Nevada, distribuídas em 9 dos 16 condados do estado. Las Vegas é o maior município em população com 583 756 habitantes, enquanto Boulder City é o maior em área de terra, com 540,1 km². O menor município em população é Caliente com 1 130 pessoas, enquanto o menor em área terrestre é Lovelock com 2,2 km². Las Vegas é a cidade mais densamente povoada, com 1 659,6 hab/km² e Boulder City é a menos densamente povoada, com 27,8 hab/km². Carson City possui a maior área total coberta por água (8%).
Fernley é a cidade com o maior crescimento populacional de Nevada em 126,7% enquanto as cidades com a maior redução populacional do estado são: West Wendover (6,6%), Lovelock (5,4%) e Wells (4%).
Abaixo Está uma a lista de cidades do estado de Nevada.

## Cidades

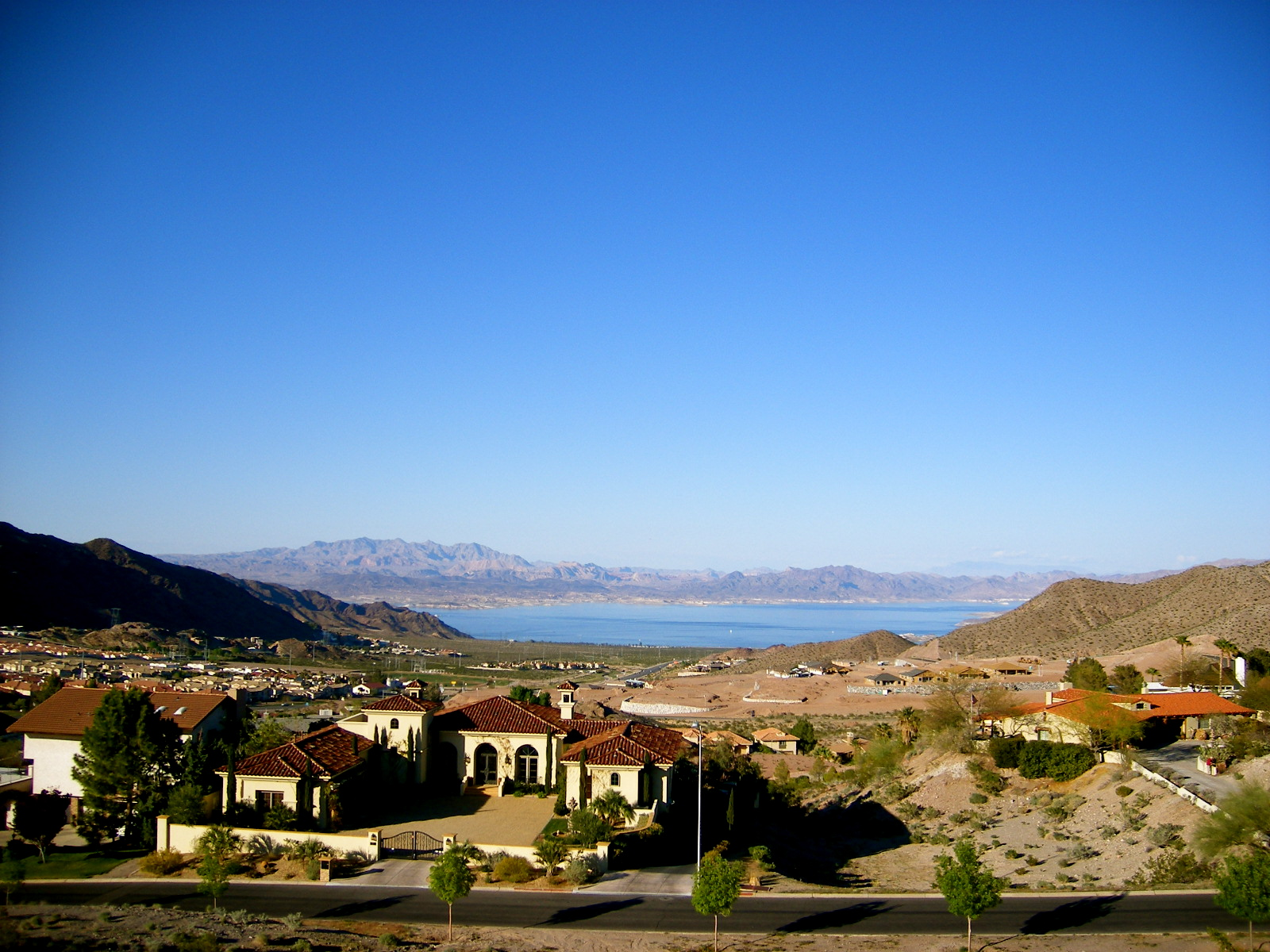
Boulder City

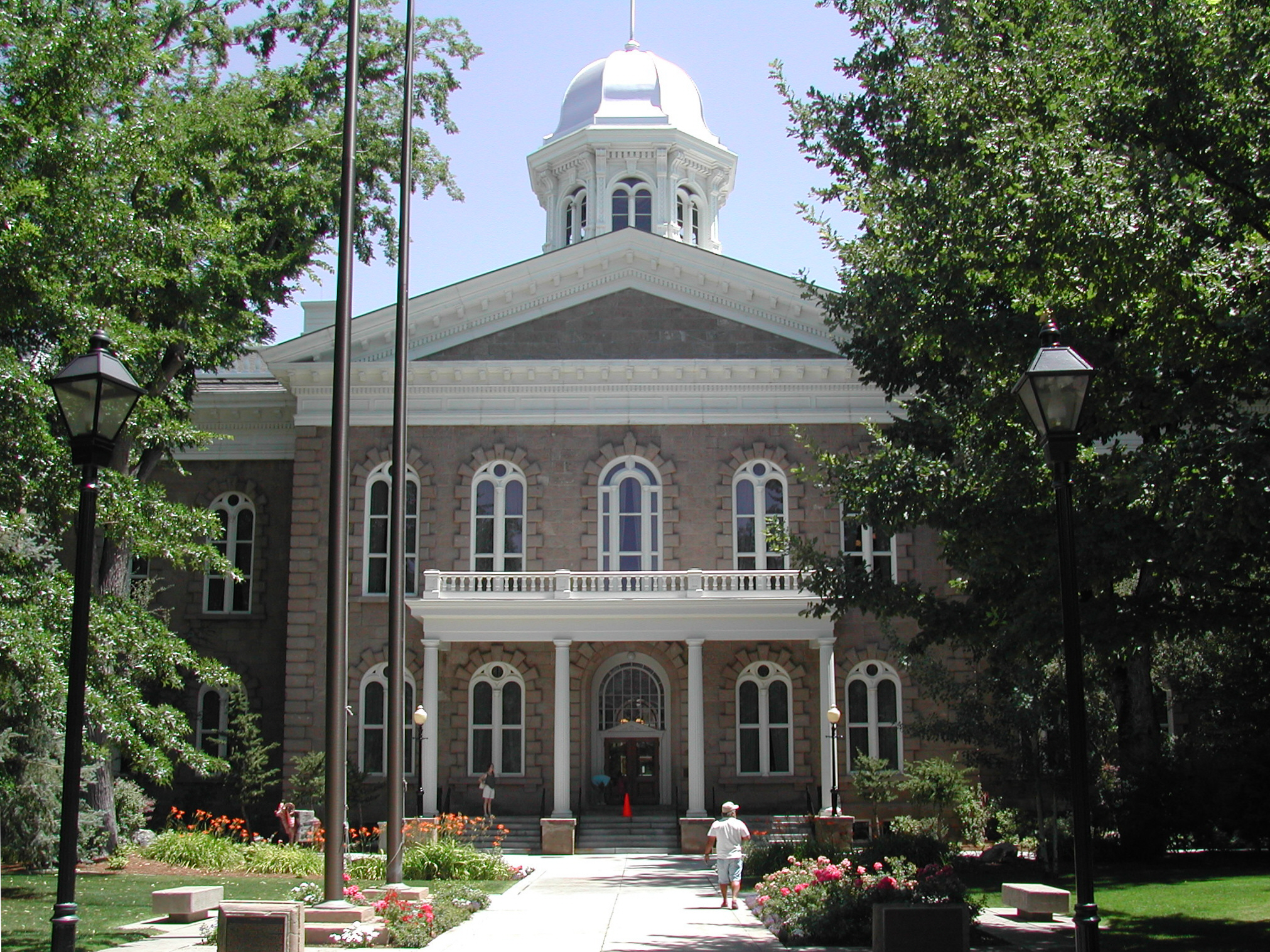
Carson City

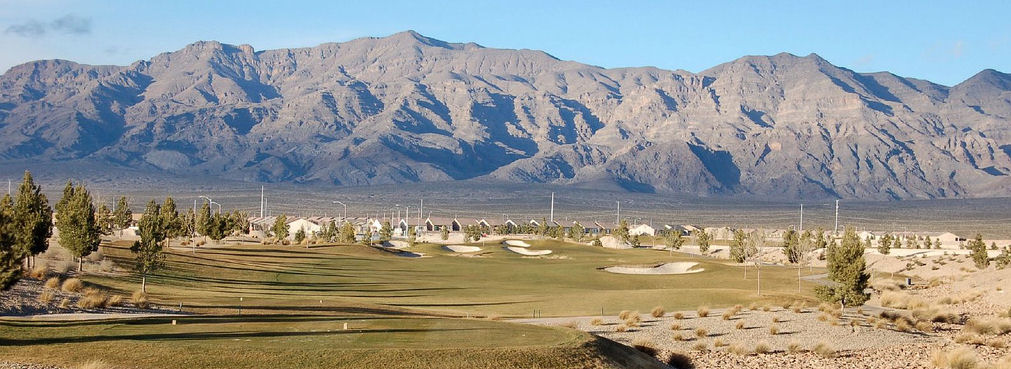
North Las Vegas

| Sede de condado |
| --------------- |

| Nome            | Condado    | População (2010) | Área de terra (km², 2010) | Densidade pop. (hab/km², 2010) |
| --------------- | ---------- | ---------------- | ------------------------- | ------------------------------ |
| Boulder City    | Clark      | 15 023           | 540,06                    | 27,82                          |
| Caliente        | Lincoln    | 1 130            | 4,84                      | 233,31                         |
| Carlin          | Elko       | 2 368            | 27,04                     | 87,58                          |
| Carson City     | N/A        | 55 274           | 374,67                    | 147,53                         |
| Elko            | Elko       | 18 297           | 45,69                     | 400,48                         |
| Ely             | White Pine | 4 255            | 19,79                     | 215,03                         |
| Fallon          | Churchill  | 8 606            | 9,40                      | 915,37                         |
| Fernley         | Lyon       | 19 368           | 316,29                    | 61,24                          |
| Henderson       | Clark      | 257 729          | 279,02                    | 923,70                         |
| Las Vegas       | Clark      | 583 756          | 351,75                    | 1 659,59                       |
| Lovelock        | Pershing   | 1 894            | 2,20                      | 860,33                         |
| Mesquite        | Clark      | 15 276           | 82,59                     | 184,95                         |
| North Las Vegas | Clark      | 216 961          | 262,50                    | 826,53                         |
| Reno            | Washoe     | 225 221          | 266,79                    | 844,17                         |
| Sparks          | Washoe     | 90 264           | 92,62                     | 974,58                         |
| Wells           | Elko       | 1 292            | 17,87                     | 72,30                          |
| West Wendover   | Elko       | 4 410            | 19,37                     | 227,64                         |
| Winnemucca      | Humboldt   | 7 396            | 24,32                     | 304,11                         |
| Yerington       | Lyon       | 3 048            | 22,27                     | 136,84                         |